# 南京町
34°41′17″N 135°11′17″E / 34.68806°N 135.18806°E
南京町，是位于神戶市中央區元町通與榮町通之間一個狹窄區域的俗稱，也是南京町商店街振興組合的註冊商標。為一個充滿中華風味的唐人街。與横濱中華街、長崎新地中華街并列為日本三大中華街。在東西寬約200m、南北長110m的範圍內，集中了100個左右的店鋪。

## 南京町與華僑
1868年，神戶開港，設有外国人居留地，但日本與清國間未有通商條約，華人遂移居元町通與榮町通間的地段，即今日的南京町。 1893年，廣東、福建、三江等鄉幫成立神阪中華會館。 神戶華人多經營貿易外，亦帶來日本化的中華料理，包含刈包（日语：割包）、烤雞（／）等。
- 南京町西側入口「西安門」
- 南京町南側入口「海榮門」
- 南京町
- 南京町東側入門「長安門」

## 註腳
1. ↑  第4020808号(出願1994年3月11日- 登録1997年7月4日)
2. 1 2  王品涵. . . 2018. ISBN 9789578630574.
3. ↑  中華会館 (编). . 2000.

## 外部連結
- 南京町 （页面存档备份，存于）
- 神戶華僑歷史博物館
- OpenStreetMap上有關南京町的地理